# 乾徳寺 (名古屋市中区)
乾徳寺（けんとくじ）は愛知県名古屋市中区にある曹洞宗の寺院。山号は雲龍山（うんりゅうざん）。本尊は木造阿弥陀如来坐像。

## 歴史
万治2年（1659年）、犬山藩2代藩主の成瀬正虎が分家の成瀬之成（栗原藩2代藩主）の菩提を弔うために名古屋の東寺町にあった日蓮宗の総墓所に一宇を建立し、自らの甥で含笑寺4世・太巌秀徹の弟子であった北岩秀南を住まわせたのが始まりとされ、このため秀南斎と号して、含笑寺の末寺となった。また、こうした経緯から成瀬家の家臣たちが揃って檀家になったという。他に永禄5年（1562年）創建とする説もあるが、詳細は不明。
延宝4年（1676年）6月、北岫祖嶽が当時愛知郡山口村（後に幡山村を経て瀬戸市）にあった「乾徳寺」（雲興寺末寺）を引き継いで寺号を改め、別岫祖傳を勧請開山とした。本尊の木造阿弥陀如来坐像は定朝の作と伝わり、延宝8年（1680年）に伊藤次郎左衛門によって寄進されたという。その頃までの隆盛ぶりは含笑寺と競う程であったが、天和3年（1683年）に梅嶺春芳が退いた後は次第に寺勢が衰え、元禄年間に洞雲祖碓によって中興。6世・圓山通門、9世・瑞鳳角琳は總持寺輪番を務め、10世・本光瑞如は堂宇の再建を果たした。

### 近代
明治維新を経て2つの塔頭（秀南斎、宗虎軒）は廃絶したものの、1872年（明治5年）10月に片法幢地となり、1912年（明治45年）6月に常恒会地となるなど再び隆盛。この当時には1,500坪余りの境内に、本堂のほか庫裏、総門、僧堂、明王殿などがあった。
太平洋戦争による戦災は免れたが、戦後の名古屋市復興事業に伴って境内にあった墓地は平和公園に移設された。市内の寺院にある墓地を移設するこの事業にあたって、当時の住職で曹洞宗の県総務所代表であった高間宗道（1914年 - 1989年）は1946年（昭和21年）から16宗派よりなる「戦災復興墓地整理委員会」の初代委員長を務め、各宗派・寺院と名古屋市との調整役として尽力したとされる。
境内には戦前から雲龍幼稚園があったが、1970年（昭和45年）に閉園。1973年（昭和48年）11月に広小路通に面する雲竜ビルが竣工するなどして周辺の様相は大きく様変わりし、2015年現在では寺はビルに囲まれるように存在している。

## 末寺
- 昌光寺 (清須市)[1]

## 乾徳寺墓地
前述の様に乾徳寺の墓地は平和公園に移されたが、赤穂浪士の一人・片岡高房や、尾張藩士で絵師としても知られた内藤東甫などの墓所が置かれていた。また、平和公園への移設事業を推進した市助役・田淵寿郎の墓も、後に乾徳寺墓地に置かれた。